# Morelos (estación)
Morelos es una de las estaciones que forman parte del Metro de Ciudad de México, es la correspondencia de la Línea 4 y la Línea B. Se ubica en el centro de la Ciudad de México, en la alcaldía Venustiano Carranza.

## Información general
Recibe su nombre por estar localizada en la Colonia Morelos, una de las más famosas de la capital, donde están localizadas zonas como Tepito o la Lagunilla. La colonia recibe el nombre del héroe de la Independencia de México, José María Morelos y Pavón, y su silueta es el emblema de la estación, siendo la única que tiene dos versiones de su emblema, el propio de la estación y otra versión que muestra el rostro de Morelos en 3/4 de perfil, ambos emblemas están inspirados en el rostro de Morelos que aparecía en las antiguas monedas de 1 peso en los años 80. La segunda versión se encuentra únicamente en la señalética en los alrededores de la estación.
Se consideró denominar a esta estación como Terminal Tapo, debido a la proximidad con la Terminal de Autobuses de Pasajeros Oriente (TAPO), sin embargo la estación San Lázaro es la más próxima e incluso comunicada directamente con la estación, por lo cual recibió el nombre de Morelos.

### Afluencia
En 2014, Morelos se convirtió en la 13° estación menos utilizada de la red, al presentar una afluencia promedio de 19,176 pasajeros en día laborable, contabilizados en la Línea B.
En su correspondencia con la línea B el número total de usuarios para 2014 fue de 1 184 200 usuarios, el número de usuarios promedio para el mismo año fue el siguiente:
| Tipo de día   | Afluencia promedio "Línea B" |
| ------------- | ---------------------------- |
| Día festivo   | 1.948                        |
| Día laboral   | 3.608                        |
| Fin de semana | 2.467                        |
| Anual         | 3.244                        |

Y así se ha visto la afluencia de la estación (por línea) en los últimos 10 años:
| Afluencia Anual de Pasajeros (Línea 4) | Afluencia Anual de Pasajeros (Línea 4) | Afluencia Anual de Pasajeros (Línea 4) | Afluencia Anual de Pasajeros (Línea 4) | Afluencia Anual de Pasajeros (Línea 4) | Afluencia Anual de Pasajeros (Línea 4) |
| -------------------------------------- | -------------------------------------- | -------------------------------------- | -------------------------------------- | -------------------------------------- | -------------------------------------- |
| Año                                    | Afluencia                              | A Diario                               | Ranking Anual                          | Aumento%                               | Ref.                                   |
| 2023                                   | 2,348,294                              | 6,433                                  | 149°/195                               | +12.74%                                | [ 4 ]                                  |
| 2022                                   | 2,082,956                              | 5,706                                  | 152°/175                               | +17.64%                                | [ 5 ]                                  |
| 2021                                   | 1,770,575                              | 4,850                                  | 146°/195                               | -4.75%                                 | [ 6 ]                                  |
| 2020                                   | 1,858,938                              | 5,079                                  | 156°/195                               | -38.47%                                | [ 7 ]                                  |
| 2019                                   | 3,020,965                              | 8,276                                  | 163°/195                               | +4.99%                                 | [ 8 ]                                  |
| 2018                                   | 2,877,422                              | 7,883                                  | 166°/195                               | +2.45%                                 | [ 9 ]                                  |
| 2017                                   | 2,808,524                              | 7,694                                  | 169°/195                               | -0.62%                                 | [ 10 ]                                 |
| 2016                                   | 2,826,122                              | 7,721                                  | 168°/195                               | -0.90%                                 | [ 11 ]                                 |
| 2015                                   | 2,851,753                              | 7,813                                  | 154°/195                               | -3.22%                                 | [ 12 ]                                 |
| 2014                                   | 2,946,711                              | 8,073                                  | 153°/195                               | -1.84%                                 | [ 13 ]                                 |

| Afluencia Anual de Pasajeros (Línea B) | Afluencia Anual de Pasajeros (Línea B) | Afluencia Anual de Pasajeros (Línea B) | Afluencia Anual de Pasajeros (Línea B) | Afluencia Anual de Pasajeros (Línea B) | Afluencia Anual de Pasajeros (Línea B) |
| -------------------------------------- | -------------------------------------- | -------------------------------------- | -------------------------------------- | -------------------------------------- | -------------------------------------- |
| Año                                    | Afluencia                              | A Diario                               | Ranking Anual                          | Aumento%                               | Ref.                                   |
| 2023                                   | 1,880,657                              | 5,152                                  | 160°/195                               | +11.55%                                | [ 4 ]                                  |
| 2022                                   | 1,685,910                              | 4,618                                  | 160°/175                               | +69.34%                                | [ 5 ]                                  |
| 2021                                   | 995,579                                | 2,727                                  | 175°/195                               | -33.45%                                | [ 6 ]                                  |
| 2020                                   | 1,495,977                              | 4,087                                  | 166°/195                               | -24.17%                                | [ 7 ]                                  |
| 2019                                   | 1,972,909                              | 5,405                                  | 189°/195                               | +9.13%                                 | [ 8 ]                                  |
| 2018                                   | 1,807,924                              | 4,953                                  | 187/195                                | +10.79%                                | [ 9 ]                                  |
| 2017                                   | 1,631,818                              | 4,470                                  | 188°/195                               | +14.65%                                | [ 10 ]                                 |
| 2016                                   | 1,423,353                              | 3,888                                  | 190°/195                               | -16.67%                                | [ 11 ]                                 |
| 2015                                   | 1,708,089                              | 4,679                                  | 179°/195                               | -0.73%                                 | [ 12 ]                                 |
| 2014                                   | 1,714,483                              | 6,697                                  | 179°/195                               | -1.73%                                 | [ 13 ]                                 |

## Conectividad

### Salidas
- Por línea 4 al oriente: Eje 2 Oriente Avenida Congreso de la Unión, esquina Herreros, colonia Morelos.
- Por línea 4 al poniente: Eje 2 Oriente Avenida Congreso de la Unión, esquina Herreros, colonia Morelos.
- Por línea B al norte: Eje 1 Norte Avenida Albañiles y Hojalatería, colonia Morelos.
- Por línea B al suroriente: Calle Nacional y Eje 1 Norte Avenida Albañiles, colonia Morelos.

### Conexiones
Existen conexiones con las estaciones y paradas de diversos sistemas de transporte:
- Algunas rutas de la Red de Transporte de Pasajeros.